# Germán Nieto
Germán Nieto Fernández, nacido el 18 de diciembre de 1972 en Madrid, es un ciclista español. Debutó como profesional en 1994 y se retiró en 2003. Fue director deportivo del conjunto Relax-GAM entre 2005 y 2007.

## Palmarés
No obtuvo ninguna victoria como profesional

## Resultados en las Grandes Vueltas y Campeonatos del Mundo
| Carrera         | 1994 | 1995 | 1996 | 1997 | 1998 | 1999  | 2000  | 2001  | 2002  | 2003  |
| --------------- | ---- | ---- | ---- | ---- | ---- | ----- | ----- | ----- | ----- | ----- |
| Giro de Italia  | -    | -    | -    | -    | -    | -     | -     | -     | -     | -     |
| Tour de Francia | -    | -    | -    | -    | -    | -     | -     | -     | -     | -     |
| Vuelta a España | -    | -    | -    | -    | -    | 104.º | 120.º | 138.º | 131.º | 155.º |
| Mundial en Ruta | -    | -    | -    | -    | -    | -     | -     | -     | -     | -     |

-: no participa

Ab.: abandono